# ベアトラップ
ベアトラップ（英: beartrap）は、艦載ヘリコプターのための着艦拘束装置。開発はカナダで行われており、正式名称はHHRSD（英語: helicopter hauldown and rapid securing device）。

## 来歴
カナダ海軍では、マジェスティック級航空母艦「マグニフィセント」の退役に伴う艦隊航空戦力の低下を補うため、ヘリコプターの艦載運用を志向するようになった。1956年より、VX10実験航空隊において小型艦のための着艦拘束装置の開発に着手しており、同年10月には、プレストニアン級フリゲート（旧英リバー級）「バッキンガム」に仮設したヘリコプター甲板でホワールウィンドHO4Sの運用試験に成功した。
その後も検討が重ねられた結果、1960年には本システムの基本的な構想が創案され、設計・試作はフェアリー・カナダ社が受注した。1963年9月にはサン・ローラン級駆逐艦「アシニボイン」に一式が搭載されて、12月3日にはシーキングによって、これを用いた初の着艦が実施された。またその後、アナポリス級駆逐艦「アナポリス」および「ニピゴン」において、更なる運用試験が実施された。そして1967年、「ニピゴン」にこれらの試験結果がバックフィットされて、初の実用艦となった。

## 設計

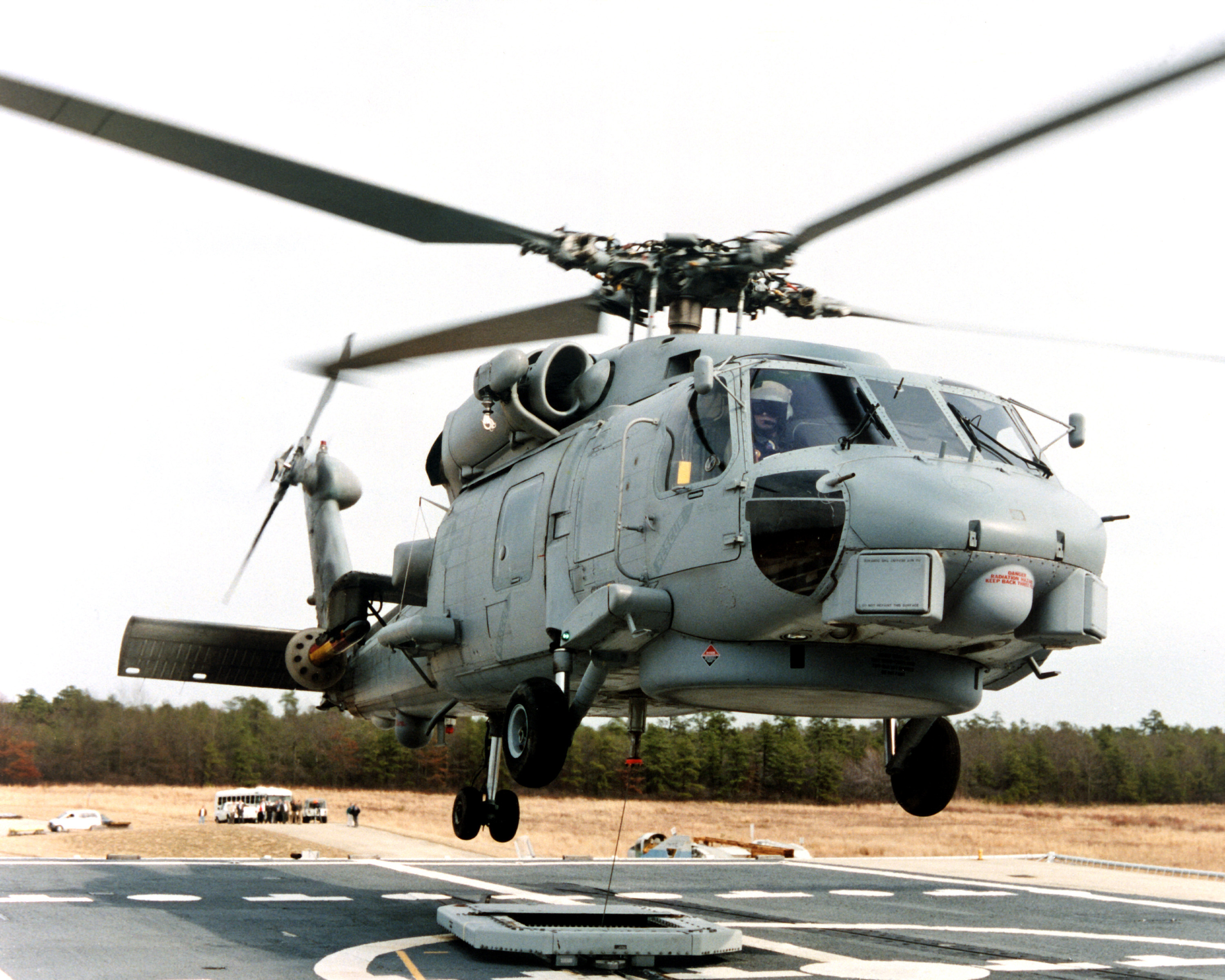
RASTによるリカバリー・アシスト・ランディングを実施するSH-60B

本システムは、ヘリコプターの機体下面に設置されたプローブと、艦の飛行甲板上に設置されたRSD（Rapid Securing Device）およびその移動軌条によって構成されており、荒天時においても機体を安全に発着艦させ、また格納庫と飛行甲板の間を移送することができる。またシーキングは尾輪を備えていたことから、艦の動揺で尾輪がずれるのを防止するためのリテーニング・レールも設置された。
プローブは艦上機の着艦フックに相当し、ここからはメッセンジャー・ワイヤーが繰り出される。このワイヤーが甲板上まで垂れてくると、艦の発着作業員によって、RSDから繰り出されるリカバリ・アシスト・ケーブルと連結されるので、パイロットは艦からの合図を受けてワイヤーを巻き上げて、ケーブルを機体側まで引き上げる。ケーブルが機体と連結されると、艦の発着管制士官（LSO）の操作によって、RSD内のウィンチによって巻き取られていく。まずケーブルに約900キロの張力を加えて機体をRSDの直上に引き寄せたのち、艦の動揺が少なくなったタイミングを見計らって張力を1,800キロに増大させて、機体を甲板上に引き下ろす。RSDの後方半分は四角形の開口部となっており、機体が着艦するとプローブはこの開口部に挿しこまれ、両側から挟み込まれて固定される。これによって機体は係止される。この着艦方法は、海上自衛隊ではテザード・ランディング、アメリカ海軍ではリカバリー・アシスト・ランディングと呼称される。
また、海況がそれほど悪くない場合や、機体のメッセンジャーケーブル回収装置または艦のケーブル張力装置に故障が発生した場合は、ケーブルに頼らずに、パイロットの操縦によって直接プローブをRSDに挿しこむ方法が用いられる。この着艦方法は、海上自衛隊ではアンテザード・ランディング、アメリカ海軍ではテザード・ランディングと呼称される。RSDの開口部は0.9メートル四方程度の大きさで、最も厳しい運用環境でもプローブを挿し込めるようにカナダ海軍によって実験的に決められたものだが、アメリカ海軍でLAMPS-IIIの訓練にあたる第41軽対潜飛行隊（HSL-41）の実用結果では、最も熟練したパイロットであっても、RSD開口部にプローブが入るように着艦できるのは、3回に2回程度の割合であるとされる。海上自衛隊の護衛艦「はるな」の場合、1973年4月の運用開始後、1974年末までの運用実績は下記の通りであった。
- テザード・ランディング：635回
- アンテザード・ランディング：298回
- フリーランディング：994回

アメリカ海軍で採用されたRASTシステムの場合、システム重量は27トン、ヘリコプター甲板がロールで31度、ピッチで9度、上下動速度6メートル毎秒、波高4メートル、合成風速25ノットの条件下でも、安全に発着艦させることができるとされる。

## 配備
カナダ海軍で標準的なものとなったほか、海上自衛隊でも採用された。海上自衛隊では、昭和42年度に輸送艦「しれとこ」において運用試験を実施したのち、はるな型（43DDH）より装備化した。
またアメリカ海軍も、艦載ヘリコプターが艦の対潜戦能力の重要な一角を担うようになったことから、LAMPS Mk.IIIでは、各種の着艦拘束装置を比較検討したうえで、本システムの採用を決定した。ただしLAMPS Mk.IIIで用いられるシーホークはシーキングよりも最低地上高が低いため、これにあわせてRSDを薄型のものに変更するなど、設計の一部が変更されており、アメリカ海軍ではRAST（Recovery Assist, Secure and Traverse）システムと称される。また海上自衛隊も、SH-60Jの採用に伴って、あさぎり型（58DD）以降ではその日本版であるRAST-Jを導入した。既存のベアトラップ・システム搭載艦も順次にRAST-Jに換装されたほか、HSS-2BもRAST-Jに対応できるようにメイン・プローブを改造した。